# الاتصالات السلكية واللاسلكية في الصحراء الغربية
تتضمن الاتصالات السلكية واللاسلكية في الصحراء الغربية الإذاعة واجهزة التلفاز والهواتف الثابتة والمحمولة والانترنت.
وتطالب المغرب بإضافة إقليم الصحراء الغربية إلى المناطق التابعة لها، ويسود القانون المغربي من خلال المؤسسات المغربية تقريبا 85 بالمئة من المناطق المُسيطر عليها، وجبهة البوليساريو (الجبهة الشعبية لتحرير الساقية الحمراء ووادي الذهب) وهي منظمة طالبت باستقلال الأراضي الإسبانية سابقا منذ عام 1973، تعارض سيادة المغرب على الإقليم، وبسب هذا النزاع الطويل لم تُطرح العديد من إحصاءات الاتصالات التقليدية بشكل منفصل بالنسبة للصحراء الغربية.

## الإذاعة والتلفاز
- محطات الإذاعة
- وتشغل الإذاعة المغربية الشركة الوطنية للإذاعة والتلفزة الخدمات الإذاعية من مدينة العيون منذ عام 2008.[3]
- وتُبث إذاعات الموجات المتوسطة والقصيرة على الهواء من البوليساريو منذ عام 2008.[3]
- وتُبث المحطات الإذاعية الهاوية غير الرسمية من حين لآخر من أراضي البوليساريو، وتٌصنف على انها كيان الصحراء المغربية، ويستخدم المشغلون اشارات تعريف مع السابقة (SO) وهي معرف غير رسمي ولم يُصدر من قبل الاتحاد الدولي للاتصالات.[4]
- وبلغ عدد الإذاعات 56,000 في عام 1997.
- محطات التلفاز: توفر الإذاعة الحكومية المغربية البث التلفزيوني في المنطقة منذ عام 2008،[3] اما في المنطقة التي تحت حكم البوليساريو فالمسؤولة عن البث التلفزيوني قناة ثانوية معروفة باسم تلفزيون الصحراء الغربية.
- وبلغت اجهزة التلفاز 6000 جهاز في عام 1997

## الهواتف
- رمز الاتصال: + 212[3]
- رمز الاتصال الدولي: 00
- الخطوط الرئيسية: حوالي 2000 خط مستخدم حسب احصائيات عام 1999.
- خطوط الهاتف المحمول: غير معروفة
- شبكات الهاتف: شبكات ضعيفة ومحدودة ومرتبطة بالأساس مع الشبكات المغربية من خلال بث المايكرويف والتبعثر الكروي والأقمار الصناعية (2008).[3]
- المحطات الارضية: 2 إنتل سات (المحيط الاطلسي) متصلة بالرباط.

## الإنترنت
- نطاق المستوى الاعلى للإنترنت: لا يوجد، وكما هو متوقع من إقليم متنازع عليه فلا يوجد نطاق مستوى اعلى لرمز الدولة، وعلى الرغم من ذلك فإن eh[3] موجود لهذه الظروف بالذات وحالما توصل المتنازعون إلى اتفاق فسيتم تخصيصه.
- مستخدمين الإنترنت: غير معروف (2012).
- خطوط النطاق العريض الثابتة: غير معروف (2012).
- خطوط الشبكة اللاسلكية: غير معروف (2012).
- استضافات الإنترنت: لا يوجد استضافة رسمية مرتبطة بالصحراء الغربية.[5]
- عناوين الإنترنت: لا يوجد عناوين مخصصة.[6]
- شبكات خدمات الإنترنت: لا يوجد.

## الرقابة والإشراف على الإنترنت
لا يوجد ما يخالف ان الإنترنت في الإقليم مختلف عن الإنترنت الرسمي المعترف به في المغرب والذي كانت تسوده الحرية غالباً، وفي أغسطس 2009 أُدرج المغرب من قبل مبادرة «نت مفتوح» على أنه منخرط في تصفية الإنترنت الانتقائية في المجالات الاجتماعية والصراعات الداخلية والأمن وتجهيزات الإنترنت وكدليل ضعيف أو معدوم على التصفية في المجال السياسي، وادرجت منظمة «بيت الحرية» في تقريرها عن حرية الإنترنت لعام 2013 ان حرية الإنترنت المغربي «حر جزئياً».
ويعتبر المغرب إقليم الصحراء الغربية جزء لا يتجزأ من المملكة حيث له نفس القوانين وحماية حقوق المدنيين والحقوق السياسية والاقتصادية، كما يمنع القانون المغربي على المواطنين انتقاد دين الإسلام أو النظام الملكي أو معارضة الحكومة فيما يتعلق بوحدة الأراضي والصحراء الغربية، وتمارس وسائل الاعلام والمدونون الرقابة الذاتية على هذه القضايا، ولا توجد أي تقارير عن عقوبات عليهم بسبب كتاباتهم ونشراتهم، ويفترض مدونو حقوق الإنسان المنتمون إلى الجماعات اليسارية أن السلطات الحكومية تراقب أنشطتهم عن كثب ويشعرون انهم بحاجة إلى  اخفاء هوياتهم.

## روابط خارجية
- SNRT باللغة العربية ، الموقع الإلكتروني للإذاعة العامة المغربية.